# Campionat Autonòmic de Raspall al carrer
El Campionat Autonòmic de Raspall és un torneig de raspall al carrer patrocinat per Ruralcaixa i organitzat per la Federació de Pilota Valenciana.
Els participants són tots pilotaris aficionats, però els clubs poden contractar raspallers professionals. S'hi juga en format lliga, amb semifinals, i final a partida única.

## Història
De l'any 1984 a l'any 2007, s'ha evidenciat el domini de l'equip de Xeraco, aleshores encapçalat per Furia, Boluda i Maik, després entrà Costa, recentment retirat com a pilotari professional, continuaren els èxits amb joves com Paco, Chaveli, Dorín i Costa II...
Un altre clàssic en aquest campionat, amb diversos títols aconseguits, és Bicorp, així com Beniarrés, el qual s'ha proclamat campió amb Lluïset, Roberto i Rosselló en el 2007
L'any 2008 Rafelbunyol esdevé protagonista, en ser seu de la final i jugar pel campionat els dos equips del poble: Rafelbunyol A (amb Campos, Moro i Juliet) i Rafelbunyol B (Juan, César i Vicente Juan).

## Historial
| Any  | Campió                                    | Subcampió                                  | Resultat | Ciutat              |
| ---- | ----------------------------------------- | ------------------------------------------ | -------- | ------------------- |
| 2011 | Rafelbunyol A (Moro,Campos, Julio, Cèsar) | Bicorp A (Mario, Víctor, Germán, Rafa)     | 40-30    | Polinyà             |
| 2010 | Rafelbunyol A (Dani, Moro, Cèsar)         | Xeraco A (Guille, Paco, Canari)            | 35-20    | la Font d'en Carròs |
| 2009 | Rafelbunyol A                             | El Genovés                                 | 40-30    | Ador                |
| 2008 | Rafelbunyol A (Campos, Moro i Juliet)     | Rafelbunyol B (Juan, César i Vicente Juan) | 40-15    | Rafelbunyol         |
| 2007 | Beniarrés (Lluïset, Roberto i Rosselló)   | Rafelbunyol                                | 40-25    | El Genovés          |
| 2006 | Xeraco A                                  | Bicorp                                     | 40-15    | Alcàntera de Xúquer |
| 2005 | Xeraco                                    | Rafelbunyol                                | 40-30    | Navarrés            |
| 2004 | Xeraco                                    | Bicorp                                     | 40-25    | La Pobla del Duc    |
| 2003 | Bicorp                                    | Xeraco                                     | 40-25    | Daimús              |
| 2002 | Aielo de Malferit                         | Tavernes de la Valldigna                   | 30-05    | Aielo de Malferit   |
| 2001 | Aielo de Malferit                         | Xeraco                                     | 40-30    | Polinyà             |
| 2000 | Polinyà                                   | El Genovés                                 |          |                     |
| 1999 | Aielo de Malferit                         | Polinyà                                    |          |                     |
| 1998 | Xeraco                                    | El Genovés                                 |          |                     |
| 1997 | Bicorp                                    | Polinyà                                    |          |                     |
| 1996 | Polinyà                                   | Bicorp                                     |          |                     |
| 1995 | Xeraco                                    | Bèlgida                                    |          |                     |
| 1994 | Xeraco                                    | Bicorp                                     |          |                     |
| 1993 | Xeraco                                    | Bicorp                                     |          |                     |
| 1992 | Xeraco                                    | Bicorp                                     |          |                     |
| 1991 | Xeraco                                    | Polinyà                                    |          |                     |
| 1990 | Polinyà                                   | Xeraco                                     |          |                     |
| 1989 | Xeraco                                    | Polinyà                                    |          |                     |
| 1988 | Xeraco                                    | Llanera de Ranes                           |          |                     |
| 1987 | Xeraco                                    | Polinyà                                    |          |                     |
| 1986 | Xeraco                                    | Anna                                       |          |                     |
| 1985 | Xeraco                                    | Els Poblets                                |          |                     |
| 1984 | Xeraco                                    | Llutxent                                   |          | Rafelbunyol         |